# Iperlipoproteinemia
Per  iperlipoproteinemia si intendono livelli anormalmente elevati di alcuni o tutti i lipidi o lipoproteine nel sangue. È la forma più comune di dislipidemia (che include qualsiasi livello lipidico anormale).
I lipidi (molecole insolubili in acqua) vengono trasportati in una capsula proteica. La dimensione di quella capsula, o lipoproteina, determina la sua densità. La densità delle lipoproteine e il tipo di apolipoproteine che contiene determinano il destino della particella e la sua influenza sul metabolismo.
Le iperlipidemie sono suddivise in sottotipi primari e secondari. L'iperlipidemia primaria è solitamente dovuta a cause genetiche (come una mutazione in una proteina recettoriale), mentre l'iperlipidemia secondaria sorge a causa di altre cause sottostanti come il diabete. Le anormalità lipidiche e lipoproteiche sono comuni nella popolazione generale e sono considerati fattori di rischio modificabili per le malattie cardiovascolari a causa della loro influenza sull'aterosclerosi. Inoltre, alcune forme possono predisporre alla pancreatite acuta.
I disturbi sono spesso autosomici recessivi. L'alterazione si può manifestare come ipertrigliceridemia, ipercolesterolemia o entrambe.

## Classificazione
Le iperlipidemie possono essere fondamentalmente classificate come familiari (anche chiamate primarie) causate da specifiche anomalie genetiche o acquisite (anche dette secondarie) quando derivano da un'altra malattia sottostante che porta ad alterazioni nel metabolismo plasmatico delle lipidi e delle lipoproteine. Inoltre, l'iperlipidemia può essere idiopatica, cioè senza una causa nota.
Le iperlipidemie sono anche classificate in base a quali tipi di lipidi sono elevati, cioè ipercolesterolemia, ipertrigliceridemia o entrambi nell'iperlipidemia combinata. Livelli elevati di lipoproteina A possono anche essere classificati come una forma di iperlipidemia.

### Familiare (primaria)
Le iperlipidemie familiari sono classificate secondo la classificazione di Fredrickson, che si basa sul modello delle lipoproteine su elettroforesi o ultracentrifugazione. Successivamente è stato adottato dall'Organizzazione mondiale della sanità (OMS). Non tiene conto direttamente dell'HDL e non distingue tra i diversi geni che potrebbero essere parzialmente responsabili di alcune di queste condizioni.
| Hyperlipo- proteinemia | Hyperlipo- proteinemia | OMIM   | Synonyms                                                   | Difetto                                                        | Aumento delle lipoproteine | Sintomi principali                                                                 | Trattamento                                        | Aspetto del siero                        | Prevalenza stimata         |
| ---------------------- | ---------------------- | ------ | ---------------------------------------------------------- | -------------------------------------------------------------- | -------------------------- | ---------------------------------------------------------------------------------- | -------------------------------------------------- | ---------------------------------------- | -------------------------- |
| tipo I                 | a                      | 238600 | Sindrome di Buerger-Gruetz o iperchilomicronemia familiare | Diminuzione della lipoproteina lipasi (LPL)                    | chilomicroni               | Pancreatite acuta, lipemia retinalis, eruzioni cutanee xantoma, epatosplenomegalia | Controllo della dieta                              | Strato superiore cremoso                 | 1 su 1,000,000             |
| tipo I                 | b                      | 207750 | Carenza familiare dell'apoproteina CII                     | Alterazione ApoC2                                              | chilomicroni               | Pancreatite acuta, lipemia retinalis, eruzioni cutanee xantoma, epatosplenomegalia | Controllo della dieta                              | Strato superiore cremoso                 | 1 su 1,000,000             |
| tipo I                 | c                      | 118830 |                                                            | Inibitore LPL nel sangue                                       | chilomicroni               | Pancreatite acuta, lipemia retinalis, eruzioni cutanee xantoma, epatosplenomegalia | Controllo della dieta                              | Strato superiore cremoso                 | 1 su 1,000,000             |
| Tipo II                | a                      | 143890 | Ipercolesterolemia familiare                               | Carenza del recettore LDL                                      | LDL                        | xantelasma, arcus senilis, xantoma tendineo                                        | sequestranti degli acidi biliari, statine, niacina | Chiaro                                   | 1 su 500 degli eterozigoti |
| Tipo II                | b                      | 144250 | Iperlipidemia combinata familiare                          | Diminuzione di recettori LDL e aumento ApoB                    | LDL e VLDL                 |                                                                                    | Statine, niacina, sequestranti degli acidi biliari | Torbido                                  | 1 su 100                   |
| Tipo III               | Tipo III               | 107741 | Disbetalipoproteinemia familiare                           | Difetto nella sintesi dell'Apo E 2                             | IDL                        | Xantomi tuberottivi e xantomi palmari                                              | Fibrati, statine                                   | Torbido                                  | 1 su 10,000                |
| Tipo IV                | Tipo IV                | 144600 | Ipertrigliceridemia familiare                              | Aumento della produzione di VLDL e riduzione dell'eliminazione | VLDL                       | Può causare pancreatite a livelli di trigliceridi elevati                          | Fibrati, niacina, statina                          | Torbido                                  | 1 su 100                   |
| Tipo V                 | Tipo V                 | 144650 |                                                            | Aumento della produzione di VLDL e diminuzione della LPL       | VLDL e chilomicroni        |                                                                                    | Niacina, fibrati                                   | Strato superiore cremoso e fondo torbido |                            |

#### Iperlipoproteinemia tipo I
L'iperlipoproteinemia di tipo I esiste in diverse forme:
- Carenza di lipoproteina lipasi (tipo Ia), a causa di una carenza di lipoproteina lipasi (LPL) o alterata apolipoproteina C2, con conseguente chilomicroni elevati, le particelle che trasferiscono gli acidi grassi dal tubo digerente al fegato
- Carenza di CII dell'apoproteina familiare (tipo Ib),[6] una condizione causata da una mancanza di attivatore della lipasi lipoproteica.[7]
- Chilomicronemia da inibitore circolante della lipoproteina lipasi (tipo Ic)

L'iperlipoproteinemia di tipo I di solito si presenta nell'infanzia con xantomati eruttivi e coliche addominali. Le complicanze includono occlusione della vena retinica, pancreatite acuta, steatosi e organomegalia e lipemia retinalis.

#### Iperlipoproteinemia tipo II
L'iperlipoproteinemia di tipo II, di gran lunga la forma più comune, è ulteriormente classificata nei tipi IIa e IIb, a seconda principalmente dell'eventuale innalzamento del livello di trigliceridi oltre al colesterolo LDL.

##### Tipo IIa
Questo tipo di Iperlipoproteinemia tipo II può essere sporadico (a causa di fattori dietetici), poligenico o strettamente familiare come risultato di una mutazione nel gene del recettore LDL sul cromosoma 19 (0,2% della popolazione) o del gene ApoB (0,2%). La forma familiare è caratterizzata da xantoma del tendine, xantelasma e malattia cardiovascolare prematura. L'incidenza di questa malattia è di circa uno su 500 per gli eterozigoti e uno su 1 000 000 per gli omozigoti.
HLPIIa è una rara malattia genetica caratterizzata da un aumento dei livelli di colesterolo LDL nel sangue a causa della mancanza di assorbimento (nessun recettore Apo B) delle particelle LDL. Questa patologia, tuttavia, è il secondo disturbo più comune delle varie iperlipoproteinemie, con individui con una predisposizione eterozigotica di uno su 500 e individui con predisposizione omozigotica di uno su ogni milione. Questi individui possono presentare un insieme unico di caratteristiche fisiche come gli xantelasmi (depositi gialli di grasso sotto la pelle che spesso si presentano nella porzione nasale dell'occhio), xantomi tendinei e tuberosi, arcus juvenilis (l'ingrigimento dell'occhio spesso caratterizzato in età avanzata), mentre sul versante vascolare si verificano arteriopatie degli arti inferiori ed altri segni classici di aterosclerosi. I risultati di laboratorio per questi individui sono significativi per i livelli di colesterolo totale sierici da due a tre volte superiori al normale, così come per il colesterolo LDL, ma i loro trigliceridi e valori di VLDL rientrano nei valori normali. Per gestire persone con HLPIIa, potrebbero essere necessarie misure drastiche, soprattutto se i loro livelli di colesterolo HDL sono inferiori a 30 mg / dL e i loro livelli di LDL sono superiori a 160 mg / dL. Una dieta corretta per questi individui richiede una diminuzione del grasso totale a meno del 30% delle calorie totali con un rapporto di monoinsaturi: polinsaturi: grassi saturi di 1: 1: 1. Il colesterolo deve essere ridotto a meno di 300 mg / die, evitando così prodotti animali e aumentando l'assunzione di fibre a più di 20 g / die con 6 g di fibre solubili / giorno [citazione necessaria] L'esercizio dovrebbe essere promosso, come può aumentare l'HDL. La prognosi globale per questi individui è nella peggiore delle ipotesi se individui non controllati e non trattati possono morire prima dei 20 anni, ma se si cerca una dieta prudente con un intervento medico corretto, l'individuo può vedere un'aumentata incidenza di xantomi con ogni decennio e si verificheranno tendinite di Achille e aterosclerosi accelerata.

#### Tipo IIb
Gli alti livelli di VLDL sono dovuti alla sovrapproduzione di substrati, compresi i trigliceridi, acetil-CoA e un aumento della sintesi di B-100. Possono anche essere causati dalla ridotta clearance di LDL. La prevalenza nella popolazione è del 10%.
- Iperlipoproteinemia combinata familiare (FCH)
- Carenza della lipasi lisosomiale, oppure chiamata (Malattia di Wolman)
- Iperlipoproteinemia combinata secondaria (di solito nel contesto della sindrome metabolica, per la quale è un criterio diagnostico)

Iperlipoproteinemia tipo III
Questa forma è dovuta ad alti chilomicroni e IDL (lipoproteine a densità intermedia). Conosciuto anche come disbetalipoproteinemia oppure malattia a banda β larga, la causa più comune di questa forma è la presenza del genotipo ApoE E2 / E2. È dovuto al VLDL ricco di colesterolo (β-VLDL). La sua prevalenza è stata stimata in circa 1 su 10 000
È associato con ipercolesterolemia (tipicamente 8-12 mmol / L), ipertrigliceridemia (in genere 5-20 mmol / L), una normale concentrazione di ApoB e due tipi di segni della pelle (xanthomata palmare o scolorimento arancione delle pieghe della pelle, e xanthomata tuberoerattivo sui gomiti e sulle ginocchia). È caratterizzato dall'insorgenza precoce di malattie cardiovascolari e vascolari periferiche. Iperlipidemia residua si verifica a causa della funzione anormale del recettore ApoE, che è normalmente richiesto per la clearance dei residui di chilomicron e IDL dalla circolazione. Il difetto del recettore causa che i livelli dei residui di chilomicrone e IDL siano più alti del normale nel flusso sanguigno. Il difetto del recettore è una mutazione o polimorfismo autosomico recessivo.

#### Iperlipoproteinemia tipo IV
L'ipertrigliceridemia familiare è una condizione autosomica dominante che si verifica in circa l'1% della popolazione.Questa forma è dovuta all'alto livello di trigliceridi. Altri livelli di lipoproteina sono normali o lievementi aumentati . Il trattamento comprende il controllo della dieta, i fibrati e le niacine. Le statine non sono meglio dei fibrati quando abbassano i livelli di trigliceridi.

#### Iperlipoproteinemia tipo V
Iperlipoproteinemia di tipo V, nota anche come iperlipoproteinemia mista o iperlipidemia mista, è molto simile al tipo I, ma con alta VLDL in aggiunta ai chilomicroni.
È anche associato a intolleranza al glucosio e iperuricemia. In medicina, l'iperlipidemia combinata (o -aemia) (anche nota come "iperlipoproteinemia di tipo multiplo") è una forma comune di ipercolesterolemia (livelli elevati di colesterolo) caratterizzata da aumentate concentrazioni di LDL e trigliceridi, spesso accompagnate da una riduzione dell'HDL [14]. Sull'elettroforesi delle lipoproteine (un test ora raramente eseguito) si presenta come una iperlipoproteinemia di tipo IIB. È il più comune disturbo lipidico ereditario, che si verifica in circa una persona su 200. Infatti, quasi uno su cinque individui che sviluppano una malattia coronarica prima dei 60 anni ha questo disturbo. I livelli elevati di trigliceridi (> 5 mmol / l) sono generalmente dovuti ad un aumento della lipoproteina a densità molto bassa (VLDL), una classe di lipoproteine inclini a causare l'aterosclerosi.

##### Tipologie di Iperlipoproteinemia di tipo V
L'iperlipidemia combinata familiare (FCH) è l'evento familiare di questo disturbo, probabilmente causato dalla diminuzione del recettore LDL e dell'aumentata ApoB.
L'FCH è estremamente comune nei pazienti che soffrono di altre malattie dalla sindrome metabolica ("sindrome X", che comprende diabete mellito di tipo II, ipertensione, obesità centrale e CH). L'eccessiva produzione di acidi grassi liberi da parte di vari tessuti porta ad un aumento della sintesi di VLDL da parte del fegato. Inizialmente, la maggior parte delle VLDL viene convertita in LDL fino a quando questo meccanismo non è saturo, dopo di che i livelli VLDL aumentano.
Entrambe le condizioni sono trattate con farmaci fibrati, che agiscono sui recettori attivati dal proliferatore perossisoma (PPAR), in particolare PPARα, per ridurre la produzione di acido grasso libero. Le statine, in particolare le statine sintetiche (atorvastatina e rosuvastatina) possono ridurre i livelli di LDL aumentando la ricaptazione epatica delle LDL a causa dell'aumentata espressione del recettore LDL.

#### Forme familiari non classificate
Queste forme non classificate sono estremamente rare:
- Iperalfalipoproteinemia
- Ipercolesterolemia poligenica

### Acquisito (secondario)
Le iperlipidemie acquisite (dette anche dislipoproteinosi secondarie) spesso imitano le forme primarie di iperlipidemia e possono avere conseguenze simili. Possono causare un aumento del rischio di aterosclerosi precoce o, se associati a marcata ipertrigliceridemia, possono portare a pancreatite e altre complicanze della sindrome da chilomicronemia. Le cause più comuni di iperlipidemia acquisita sono:
- Diabete mellito[11]
- Uso di farmaci come diuretici tiazidici,[11] beta-bloccanti,[11] ed estrogeni

Altre condizioni che portano all'iperlipidemia acquisita includono:
- Ipotiroidismo[11]
- Insufficienza renale[11]
- Sindrome nefrosica[11]
- Consumo di alcol[11]
- Alcuni rari disturbi endocrini[11] e disturbi metabolici[11]

Il trattamento della condizione sottostante, quando possibile, o l'interruzione dei farmaci offensivi di solito porta ad un miglioramento dell'iperlipidemia.
Un'altra causa acquisita di iperlipidemia, sebbene non sempre inclusa in questa categoria, è l'iperlipidemia postprandiale, un aumento normale dopo l'ingestione di cibo.

## Screening
Testare la popolazione generale sotto i 40 anni senza sintomi è di dubbio beneficio . Il livello sierico di lipoproteine a bassa densità (LDL),  lipoproteine ad alta densità (HDL) e trigliceridi sono comunemente testati durante le cure primarie usando un pannello lipidico. Livelli quantitativi di lipoproteine e trigliceridi contribuiscono alla stratificazione del rischio di malattie cardiovascolari tramite modelli / calcolatori come il punteggio di rischio di Framingham, lo stimatore del rischio di malattia cardiovascolare aterosclerotica ACC / AHA e / o i punteggi di rischio di Reynolds. Questi modelli / calcolatori possono anche tenere conto della storia familiare (malattie cardiache e / o colesterolo alto), età, genere, indice di massa corporea, anamnesi (diabete, colesterolo alto, malattie cardiache), livelli di CRP ad alta sensibilità, punteggio di calcio dell'arteria coronaria e l' indice caviglia-braccio. La stratificazione cardiovascolare determina ulteriormente quale intervento medico potrebbe essere necessario per ridurre il rischio di future malattie cardiovascolari.

## Terapia
Per il trattamento di tipo II, la modifica della dieta è l'approccio iniziale, ma molti pazienti richiedono un trattamento con statine (inibitori della reduttasi HMG-CoA) per ridurre il rischio cardiovascolare. Se il livello dei trigliceridi è marcatamente aumentato, i fibrati (agonisti del recettore-alfa attivati dal proliferatore perossisoma) possono essere preferibili a causa dei loro effetti benefici. Il trattamento combinato di statine e fibrati, pur essendo altamente efficace, causa un marcato aumento del rischio di miopatia e rabdomiolisi, quindi viene eseguito solo sotto stretta supervisione. Altri agenti comunemente aggiunti alle statine sono sequestranti di ezetimibe, niacina e acido biliare. L'integrazione alimentare con olio di pesce viene anche utilizzata per ridurre i trigliceridi elevati, con l'effetto maggiore che si verifica nei pazienti con la maggiore gravità. Esistono alcune prove a favore di prodotti contenenti steroli vegetali e acidi grassi omega-3.